# Vitanje
 Vitanje  est une commune située dans la région de Basse-Styrie dans le nord-est de la Slovénie.

## Géographie
La commune est localisée au nord-est de Celje et de la capitale Ljubljana.

## Démographie
Entre 1999 et 2021, la population de la commune est restée assez stable et légèrement supérieure à 2 000 habitants,.
Évolution démographique
| 1999  | 2000  | 2001  | 2002  | 2003  | 2004  | 2005  | 2006  | 2007  |
| ----- | ----- | ----- | ----- | ----- | ----- | ----- | ----- | ----- |
| 2 428 | 2 391 | 2 362 | 2 346 | 2 347 | 2 349 | 2 336 | 2 353 | 2 359 |
| 2008  | 2009  | 2010  | 2011  | 2012  | 2013  | 2014  | 2015  | 2016  |
| 2 372 | 2 288 | 2 286 | 2 289 | 2 295 | 2 267 | 2 235 | 2 254 | 2 269 |
| 2017  | 2018  | 2019  | 2020  | 2021  |       |       |       |       |
| 2 271 | 2 251 | 2 262 | 2 272 | 2 267 |       |       |       |       |